# دو زندانی (فیلم)
دو زندانی (به هندی: Do Qaidi) فیلمی محصول سال ۱۹۸۹ و به کارگردانی ایجی کاشیاپ است. در این فیلم هنرمند پرآوازه گوویندا و بازیگرانی همچون سانجی دات، فرح، نیلم کوتهاری، آمریش پوری، گلشن گروور، رانجیتا کائور، جلال آقا، بهارات بوشان ایفای نقش کرده‌اند.